# 增毛郡
增毛郡（日语：／ Mashike gun */?）為日本北海道留萌振興局的郡，位於留萌振興局南部。
名稱源自阿伊努語的「maskin-i」（很多的地方）或「mas-ke」（有海鷗的地方）。

## 轄區
轄區包含1町：
- 增毛町

## 沿革

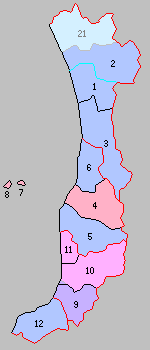
北海道一・二級町村制施行時增毛郡下辖町村（12.增毛町）

- 1869年8月15日：北海道設置11國86郡，天鹽國增毛郡成立。
- 1897年11月：北海道實施支廳制，天鹽國增毛郡隸屬增毛支廳之管轄，此時增毛郡下轄增毛市街（辯天町外８町）、增毛村、別苅村、岩尾村、暑寒澤村、阿分村、舎熊村。[2]（1市街6村）
- 1900年7月1日：增毛市街、增毛村、別苅村、岩尾村、暑寒澤村、阿分村、舎熊村合併為增毛町，並成為北海道一級町。（1町）
- 1943年6月1日：北海道一級二級町村制廢止。